# AGEL Open 2022
AGEL Open 2022 byl tenisový turnaj hraný jako součást ženského okruhu WTA Tour na tvrdých dvorcích Ostravar Arény. Třetí ročník probíhal mezi 3. až 9. říjnem 2022 v severomoravské metropoli Ostravě. Generálním partnerem Ostrava Open se poprvé stal středoevropský poskytovatel zdravotní péče AGEL podnikatele Tomáše Chrenka. Pořádající agenturou byl Perinvest Tomáše Petery.
Rozpočet události hrané v kategorii WTA 500 činil 611 210 eur. Vítězka získala 93 823 eur. Nejvýše nasazenou singlistkou se stala polská světová jednička Iga Świąteková. Jako poslední přímá účastnice do dvouhry nastoupila v době uzavření startovního pole 66. hráčka žebříčku, Britka Emma Raducanuová. Ve startovním poli byly čtyři členky první desítky včetně obhájkyně titulu Anett Kontaveitové, rovněž tak grandslamové šampionky Kvitová, Świąteková, Viktoria Azarenková, Jeļena Ostapenková, Barbora Krejčíková, Jelena Rybakinová a Emma Raducanuová spolu s finalistkami grandslamu Madison Keysovou a Karolínou Plíškovou. Zúčastnila se také olympijská šampionka Belinda Bencicová. Jednalo se tak o historicky nejkvalitněji obsazený turnaj na českém území. Divoké karty obdržely Tereza Martincová, Karolína Muchová a Petra Kvitová, která se potýkala s poraněným zápěstím.
V důsledku invaze Ruska na Ukrajinu na konci února 2022 řídící organizace tenisu ATP, WTA a ITF s grandslamy rozhodly, že ruští a běloruští tenisté mohli dále na okruzích startovat, ale do odvolání nikoli pod vlajkami Ruska a Běloruska. V týdnu před rozehráním organizátoři potvrdili účast ruských tenistek s platnými schengenskými vízy.
Pátý singlový titul na okruhu WTA Tour, a druhý v řadě po Tallinn Open, vybojovala 26letá Češka Barbora Krejčíková, která ve finále ukončila sérii deseti finálových výher Świątekové. Poprvé v kariéře porazila členku první trojky i světovou jedničku. Čtyřhru ovládly Američanky Caty McNallyová a Alycia Parksová, které odehrály první společný turnaj.

## Rozdělení bodů a finančních odměn

### Rozdělení bodů
| Soutěž  | Soutěž       | vítězky | finalistky | semifinalistky | čtvrtfinalistky | 16 v kole | 28 v kole | Q  | Q2 | Q1 |
| ------- | ------------ | ------- | ---------- | -------------- | --------------- | --------- | --------- | -- | -- | -- |
| dvouhra | [ 3 ] [ 12 ] | 470     | 305        | 185            | 100             | 55        | 1         | 25 | 13 | 1  |
| čtyřhra | [ 13 ]       | 470     | 305        | 185            | 100             | 1         | —         | —  | —  | —  |

### Finanční odměny
| Soutěž                                | Soutěž       | vítězky  | finalistky | semifinalistky | čtvrtfinalistky | 16 v kole | 28 v kole | Q2      | Q1      |
| ------------------------------------- | ------------ | -------- | ---------- | -------------- | --------------- | --------- | --------- | ------- | ------- |
| dvouhra                               | [ 3 ] [ 12 ] | 93 823 € | 58 032 €   | 33 880 €       | 16 540 €        | 9 019 €   | 6 522 €   | 4 362 € | 2 240 € |
| čtyřhra                               | [ 13 ]       | 31 452 € | 19 113 €   | 10 863 €       | 5 645 €         | 3 387 €   | —         | —       | —       |
| částky ve čtyřhře jsou uvedeny na pár |              |          |            |                |                 |           |           |         |         |

## Dvouhra

### Nasazení
| Stát                         | Hráčka                | WTA | Nasazení |
| ---------------------------- | --------------------- | --- | -------- |
| Polsko                       | Iga Świąteková        | 1.  | 1.       |
| Španělsko                    | Paula Badosová        | 3.  | 2.       |
| Estonsko                     | Anett Kontaveitová    | 4.  | 3.       |
| Řecko                        | Maria Sakkariová      | 7.  | 4.       |
|                              | Darja Kasatkinová     | 11. | 5.       |
| Švýcarsko                    | Belinda Bencicová     | 14. | 6.       |
| Brazílie                     | Beatriz Haddad Maiová | 15. | 7.       |
| Lotyšsko                     | Jeļena Ostapenková    | 17. | 8.       |
| Žebříček WTA k 26. září 2022 |                       |     |          |

### Jiné formy účasti
Následující hráčky obdržely divokou kartu do hlavní soutěže:
- Petra Kvitová
- Tereza Martincová
- Karolína Muchová

Šest hráček postoupilo do hlavní soutěže z kvalifikace:
- Anna Blinkovová
- Eugenie Bouchardová
- Caty McNallyová
- Alycia Parksová
- Bernarda Peraová
- Ajla Tomljanovićová

## Čtyřhra

### Nasazení
| Stát                                                                     | Hráčka              | Stát        | Hráčka                | WTA | Nasazení |
| ------------------------------------------------------------------------ | ------------------- | ----------- | --------------------- | --- | -------- |
| USA                                                                      | Desirae Krawczyková | Nizozemsko  | Demi Schuursová       | 27. | 1.       |
| Kazachstán                                                               | Anna Danilinová     | Brazílie    | Beatriz Haddad Maiová | 43. | 2.       |
| Polsko                                                                   | Alicja Rosolská     | Nový Zéland | Erin Routliffeová     | 71. | 3.       |
| Belgie                                                                   | Kirsten Flipkensová | Německo     | Laura Siegemundová    | 82. | 4.       |
| Žebříček WTA k 26. září 2022; číslo je součtem umístění obou členek páru |                     |             |                       |     |          |

### Jiné formy účasti
Následující pár obdržel divokou kartu:
- Nikola Bartůňková /  Barbora Palicová

### Odhlášení
před zahájením turnaje
- Čan Chao-čching /  Čang Šuaj → nahradily je  Georgina Garcíaová Pérezová /  Ingrid Neelová
- Kirsten Flipkensová /  Sara Sorribesová Tormová → nahradily je   Angelina Gabujevová /   Anastasija Zacharovová
- Vivian Heisenová /  Monica Niculescuová → nahradily je  Anna-Lena Friedsamová /  Vivian Heisenová
- Nicole Melicharová-Martinezová /  Laura Siegemundová → nahradily je  Lucie Hradecká /  Linda Nosková

## Přehled finále

### Ženská dvouhra
- Barbora Krejčíková vs.  Iga Świąteková, 5–7, 7–6(7–4), 6–3

### Ženská čtyřhra
- Caty McNallyová /  Alycia Parksová vs.  Alicja Rosolská /  Erin Routliffeová, 6–3, 6–2